# 12 (szám)
A 12 (tizenkettő) (római számmal: XII) a 11 és 13 között található természetes szám.

## A matematikában
A tízes számrendszerbeli 12-es a kettes számrendszerben 1100, a nyolcas számrendszerben 14, a tizenhatos számrendszerben C alakban írható fel.
A 12 páros szám, összetett szám. Kanonikus alakban a 22 · 3 szorzattal, normálalakban az 1,2 · 101 szorzattal írható fel. Hat osztója van a természetes számok halmazán, ezek növekvő sorrendben: 1, 2, 3, 4, 6 és 12.
A 12 a legkisebb bővelkedő szám. Erősen összetett szám: több osztója van, mint bármely nála kisebb számnak. Az első olyan szám, amelynek pontosan 6 osztója van. Erősen bővelkedő szám: osztóinak összege nagyobb, mint bármely nála kisebb pozitív egész szám osztóinak összege. Szuperbővelkedő szám. Kiváló erősen összetett szám, egyben kolosszálisan bővelkedő szám. Erősen tóciens szám: bármely nála kisebb számnál többször szerepel a φ(x) függvényértékek között. Ritkán tóciens szám.
- Téglalapszám (3 · 4)
- Tizenkétszögszám
- Ikozaéderszám[3]
- Áltökéletes szám
- Perrin-szám[4]
- Az egyetlen szám, aminek 12 a valódiosztó-összege a 121
- A 12 szuperfaktoriális, lévén az első három faktoriális szorzata (12=1! · 2! · 3!)
- 5 gyufa segítségével éppen 12 különböző (nem izomorf) gyufagráfot lehet összeállítani (A066951 sorozat az OEIS-ben)

## A mindennapokban
- 12 = egy tucat
- 12 tucat = 1 nagytucat (144 darab)
- 12 hüvelyk = 1 láb
- 12 hónap = 1 év

Az európai zászló

- Az amerikai bíróságon 12 esküdt van, akik az ítéletet meghozzák
- 12 arany-sárga csillag van az Európai Unió zászlaján
- Az időmérő órák számlapját általában 12 részre osztják.

## A tudományban
- A periódusos rendszer 12. eleme a magnézium.
- A szélerősséget mérő Beaufort-skálán a 12-es a legerősebb fokozat.

## A biológiában
- Az agyvelő alapi felszínéről 12 pár agyideg lép ki.

## Mitológia, vallás
- Az Olümposzon 12 főisten lakott.
- Odüsszeuszt, tengeri vándorlásában, 12 tengerész kísérte
- A szívcsakrát a 12 szirmú lótusz szimbolizálja
- Jézusnak tizenkét apostola volt
- Izrael 12 törzse Jákob 12 fiától származik.

## A történelemben
- 12 pont, az 1848. márciusi követelések.
- Orbán Viktor szerint a 12 a magyar szabadságharcosok szerencseszáma.[5]
- 12 pont, 1956-ban a MEFESZ alakuló ülésén a diákság eredeti követelései.
- 12 pont, az 1989. márciusi követelések.
- Az úttörők 12 pontja. Lásd az Úttörőmozgalom szócikkben.

## A művészetben
- Budapesti tizenkettő

Filmek, színművek:
- Tizenkét dühös ember (1957), Sidney Lumet filmje
- Tizenkét dühös ember (1997), William Friedkin filmje
- A piszkos tizenkettő (1967), Robert Aldrich filmje
- Ocean’s Twelve – Eggyel nő a tét (2004), Steven Soderbergh filmje
- Tizenkettő (2005), Michael Cuesta filmje
- 12 majom (1995), Terry Gilliam filmje

## Tizenkét tagú csoportok
- 12-ek – az FKGP parlamenti frakciójának kettészakadása után Torgyán József vezette csoport